# Presúria
Presúria é o termo referente à reconquista cristã, na Península Ibérica, sobre as terras reconquistadas aos muçulmanos. Pode também significar algo que é reconquistado à mão armada. Foi a repartição dos territórios conquistados  aos mouros, que depois foram distribuídos por nobres responsáveis pela reconquista.